# Nicholas Ringskog Ferrada-Noli
Nicholas Francesco Ringskog Ferrada-Noli, född 18 juni 1982 i Kista församling i Stockholm, är en svensk musikkritiker och författare. Han är verksam som kritiker på Dagens Nyheter.
Han debuterade 2017 som författare med boken Den andra musiken – en introduktion till att lyssna på klassisk musik. År 2019 utkom han med boken Dröm och skådespel : en introduktion till opera.
Nicholas Ringskog Ferrada-Noli har medverkat i tre säsonger av TV-programmet Kulturfrågan Kontrapunkt. I den andra säsongen, 2018, tillsammans med lagkamraterna Lovisa Törnsten och Björn Ranelid. Laget blev tvåa under andra säsongen. I den tredje säsongen, 2019, var lagkamraterna Ebba de Faire och Jenny Lindh. Detta lag ställde upp ytterligare en gång i den fjärde säsongen, som sänds under våren 2021.
Han är son till Marcello Ferrada de Noli och Susanne Ringskog. Han är bror till Caroline Ringskog Ferrada-Noli..